# Kij Johnson
Kij Johnson, född 20 januari 1960 i Harlan, Iowa, är en amerikansk författare till tre romaner och ett drygt 30-tal kortare litterära verk i fantasy-genren. Hon är mest känd för sina anpassningar av japanska myter från Heian-perioden. 
Hon har nominerats till och mottagit flera litterära priser, inklusive Nebula-, Hugo- och World Fantasy-priset.
Johnson har arbetat mycket inom publicering: redaktionschef för Tor Books och Wizards of the Coast / TSR, redaktör för Dark Horse Comics samlingar och arbetar som innehållschef på Microsoft Reader. I sin tid på Wizards of the Coast / TSR var hon också kontinuitetschef för Magic: The Gathering och kreativ ledare för avancerad Dungeons & Dragons (AD & D)-inställningar Greyhawk och Forgotten Realms.
Johnson är biträdande chef för Centrum för studier av Science Fiction vid University of Kansas och fungerar som en slutdomare för Theodore Sturgeon-priset.
Juni 2018 var Johnson hedersgäst på Sweconet Fantastika, det årets nationella science fiction-kongress, som ägde rum på Dieselverkstan i Nacka.

## Utmärkelser
Hennes Fudoki förklarades vara en av 2003 års bästa SF/F romaner av Publishers Weekly.  
Hennes kortroman The Man Who Bridged The Mist tog hem 2012 års Nebula- och Hugopris.
Romanen The Dream-Quest of Vellitt Boe vann 2017 års World Fantasy Award. Den skriver om H.P. Lovecrafts kortroman Sökandet efter det drömda Kadath med ett kvinnligt perspektiv, när titelns Vellitt Boe ger sig ut på en drömresa.